# 岐阜の文化的景観
岐阜の文化的景観（ぎふのぶんかてきけいかん）は、岐阜県岐阜市における文化財保護法による重要文化的景観の選定地のこと。ここでは文化的景観を補完する歴史まちづくり法の歴史的風致維持向上地区、日本遺産、国連食糧農業機関(FAO)による農業遺産についても言及する。

## 文化的景観
2013年（平成25年）選定。正式名称は「長良川中流域における岐阜の文化的景観」。長良川地区・山地地区・川原町地区・鵜飼屋地区・金華山地区・旧城下町地区・旧街道地区・乙津寺周辺地区・周辺集落地区から成る。
- 長良川地区：藍川橋から河渡橋までの流域
- 山地地区：百々ヶ峰・船伏山・清水山
- 川原町地区：川湊を中心に紙問屋や材木問屋が軒を連ねる商家街
- 鵜飼屋地区：鵜飼いの拠点
- 金華山地区：岐阜城
- 旧城下町地区：登城路となる七曲通りを中軸に梶川堀によって武家屋敷・寺社域と町家に区分けされる。往時の様子を伝える場所としては正法寺などがある
- 旧街道地区：岐阜街道（鮎鮓街道・加納中通り）・高富街道・郡上街道・谷汲街道・京街道
- 乙津寺周辺地区：小紅の渡しと一体的に継承される景観
- 周辺集落地区：志段見・雄総・日野・古津

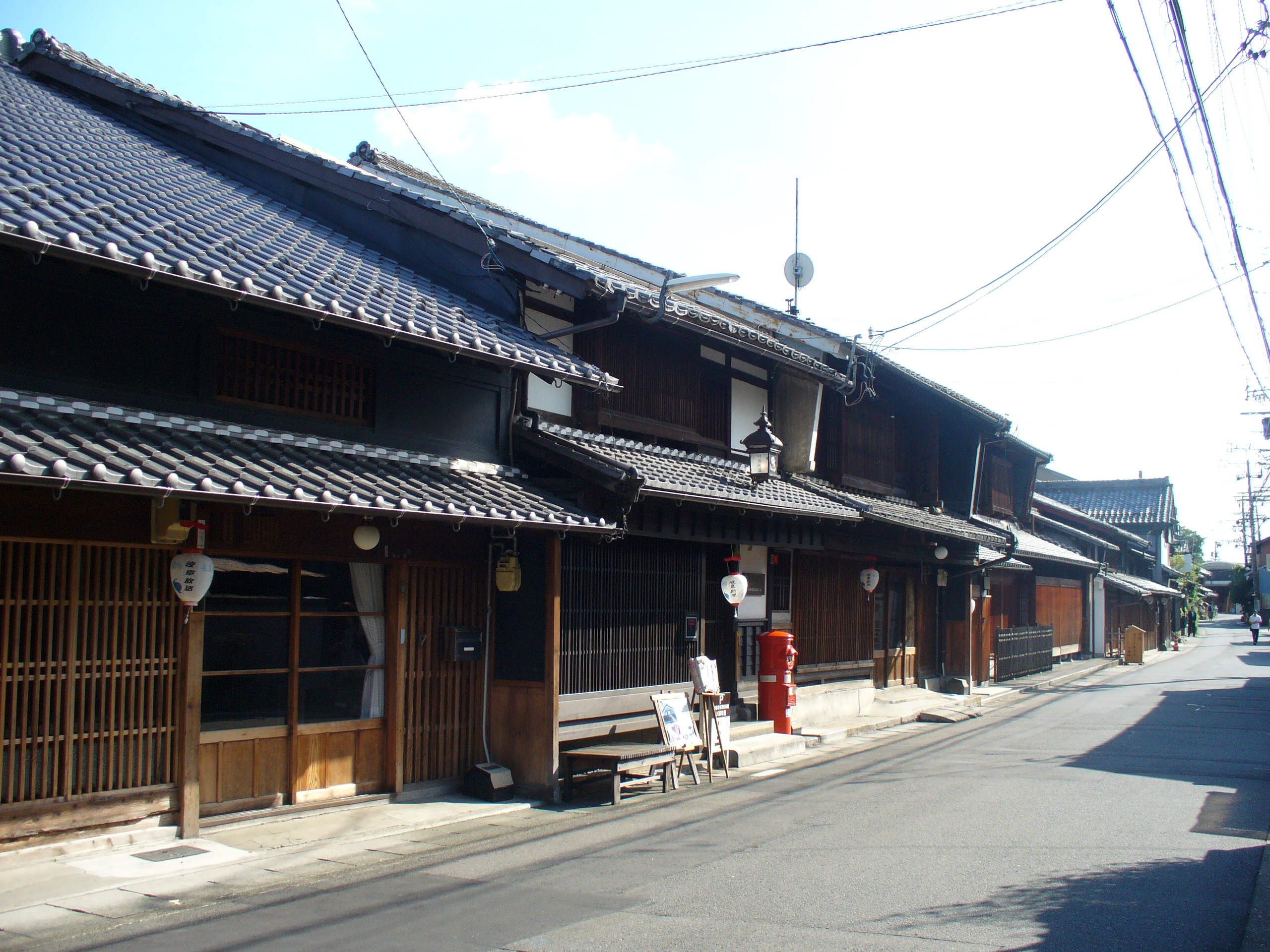
川原町
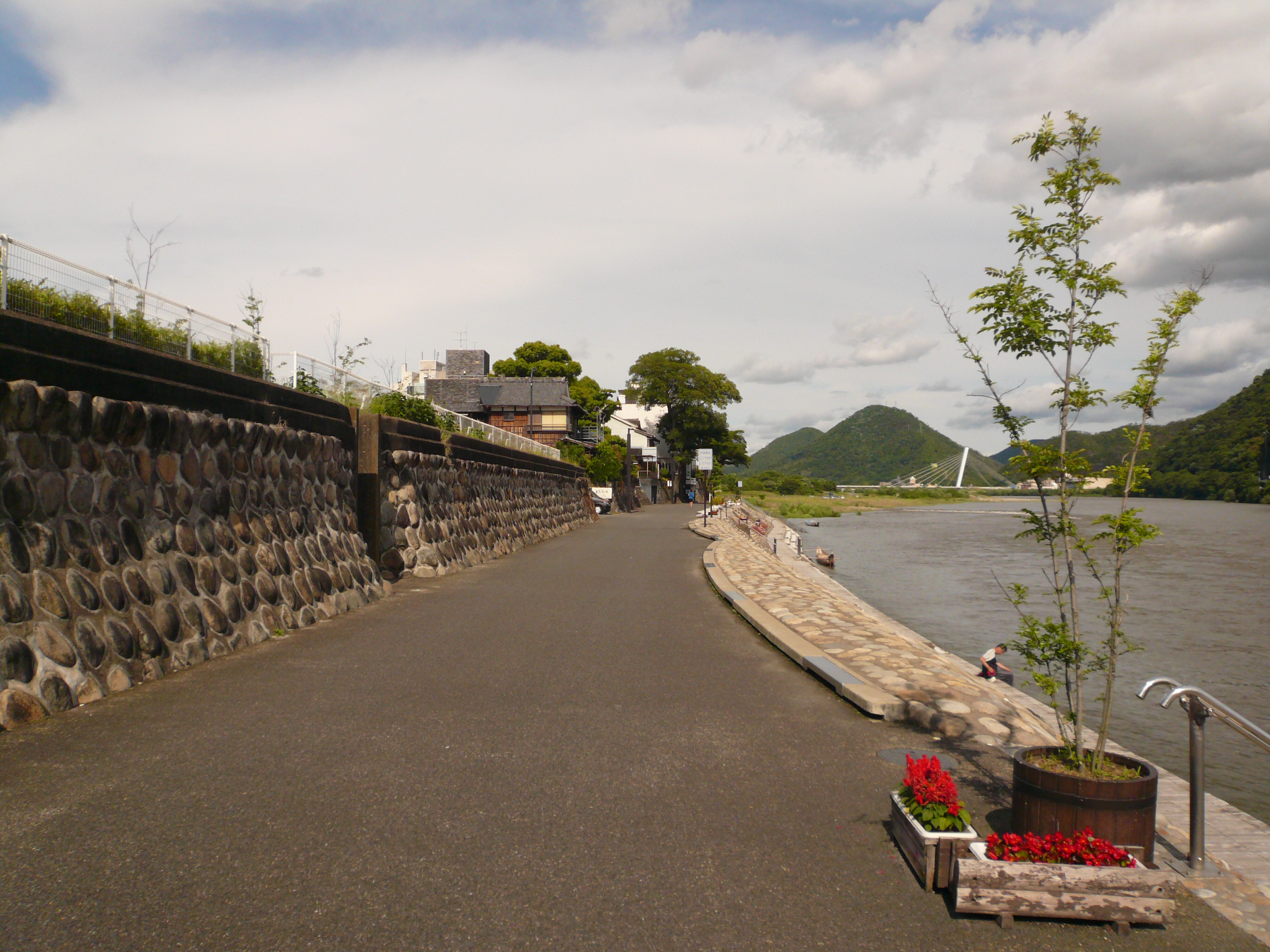
鵜飼屋地区
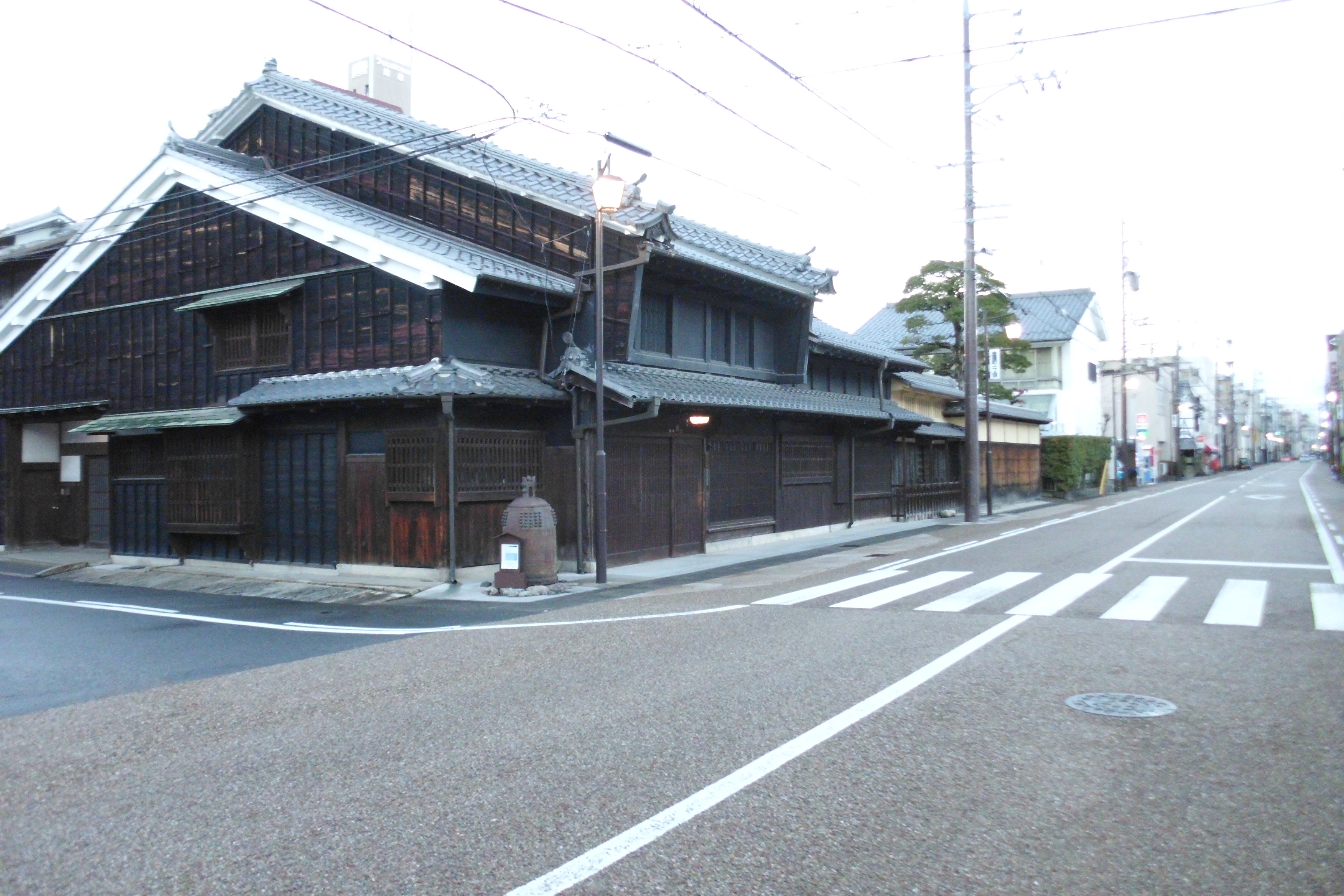
鮎鮓街道
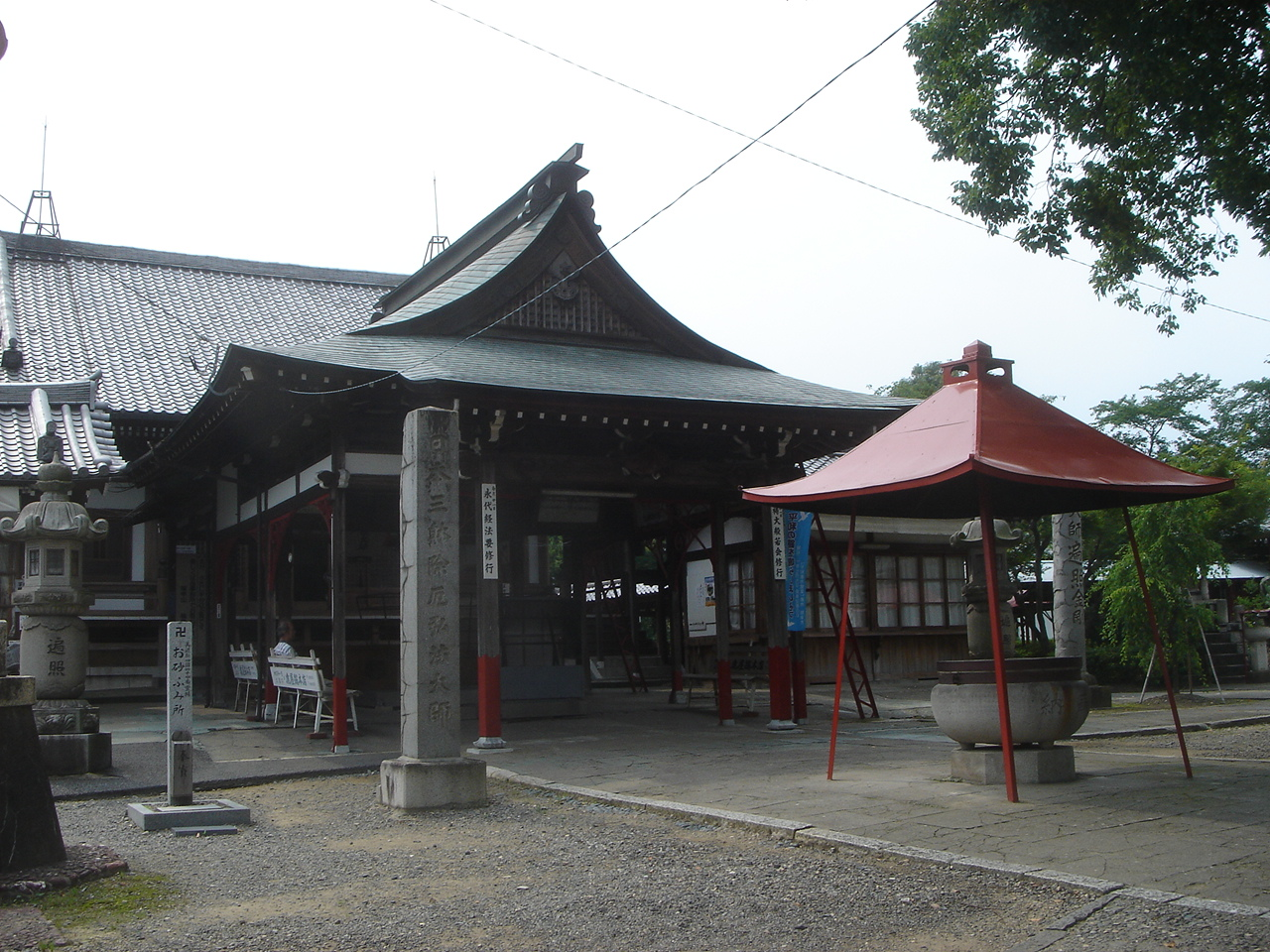
乙津寺

## 歴史的風致維持向上地区
2013年（平成25年）指定。歴史まちづくり法は地方公共団体の文化財保護条例による有形文化財・無形文化財も対象に包括する。岐阜城跡を中核に「長良川鵜飼と鵜匠の家にまつわる歴史的風致」「岐阜まつりと岐阜城下町にまつわる歴史的風致」「岐阜提灯・岐阜うちわと川原町の町家にまつわる歴史的風致」を重点地区の「金華・鵜飼屋区域」とし、加納城を中心に「加納天神祭り・岐阜和傘と加納城下町にまつわる歴史的風致」、「手力の火祭りと手力雄神社にまつわる歴史的風致」、「小紅の渡しと鏡島弘法にまつわる歴史的風致」、「三輪祭りと三輪神社にまつわる歴史的風致」から成る。

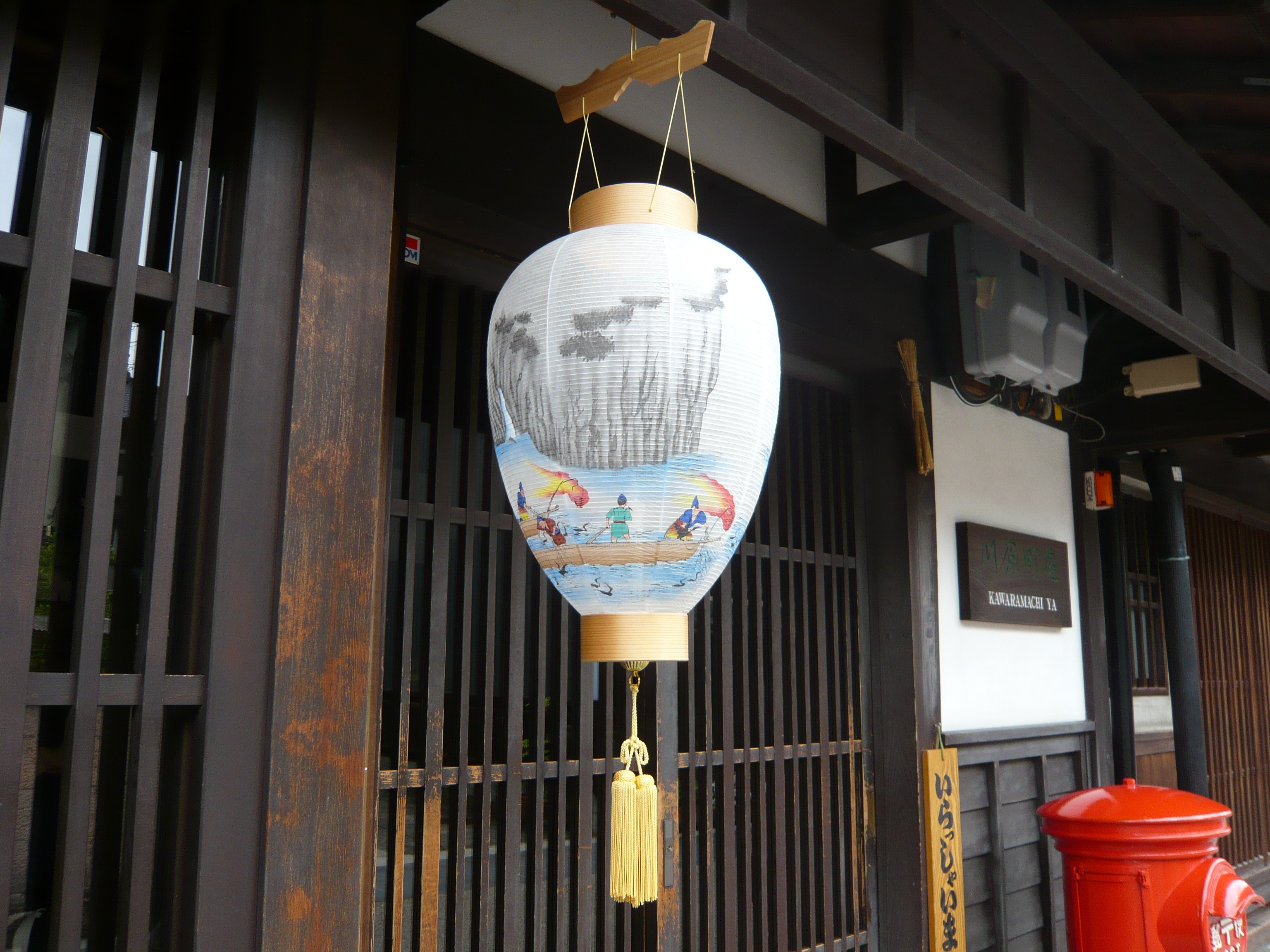
川原町に吊るされる岐阜提灯
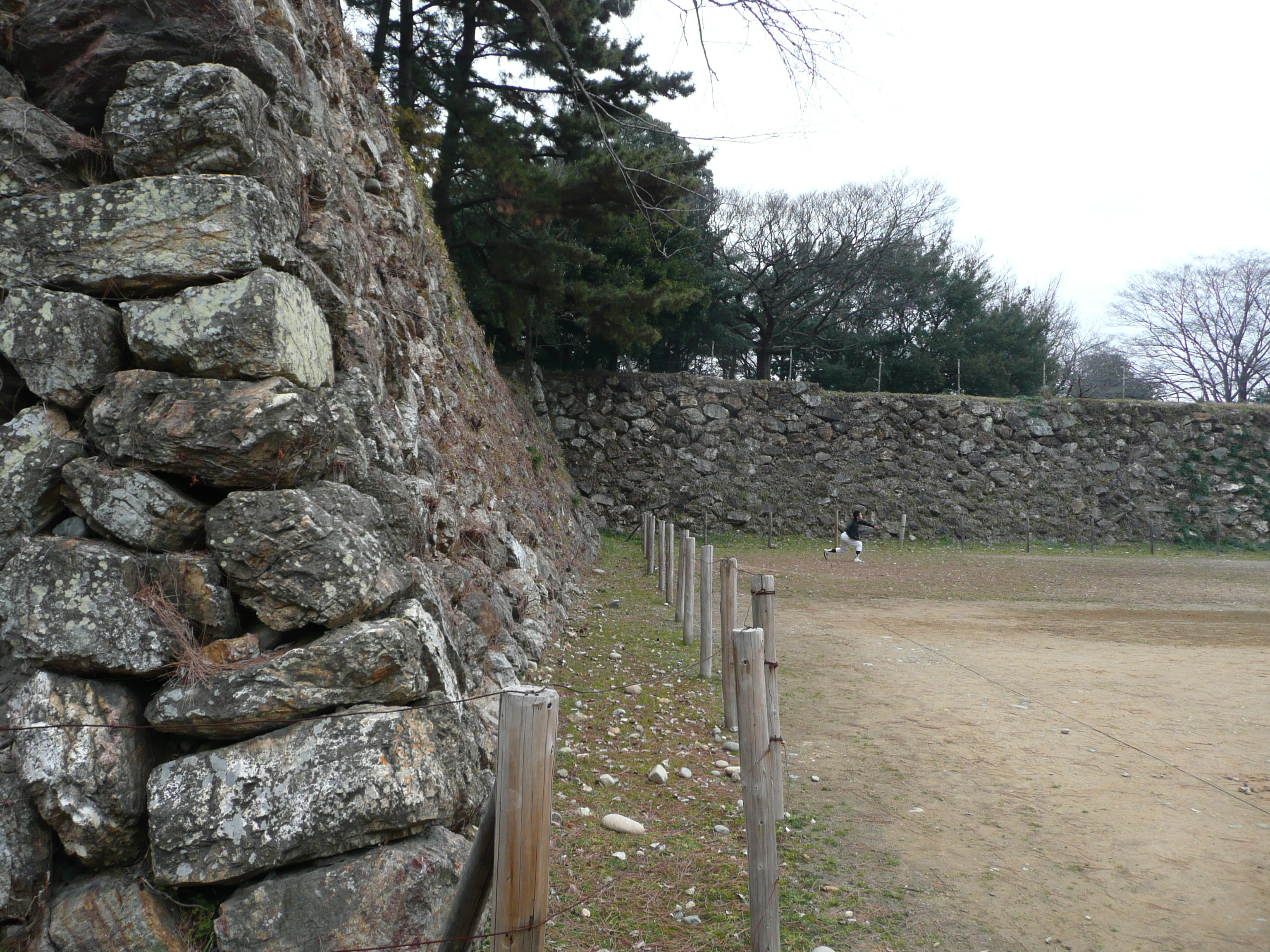
加納城跡
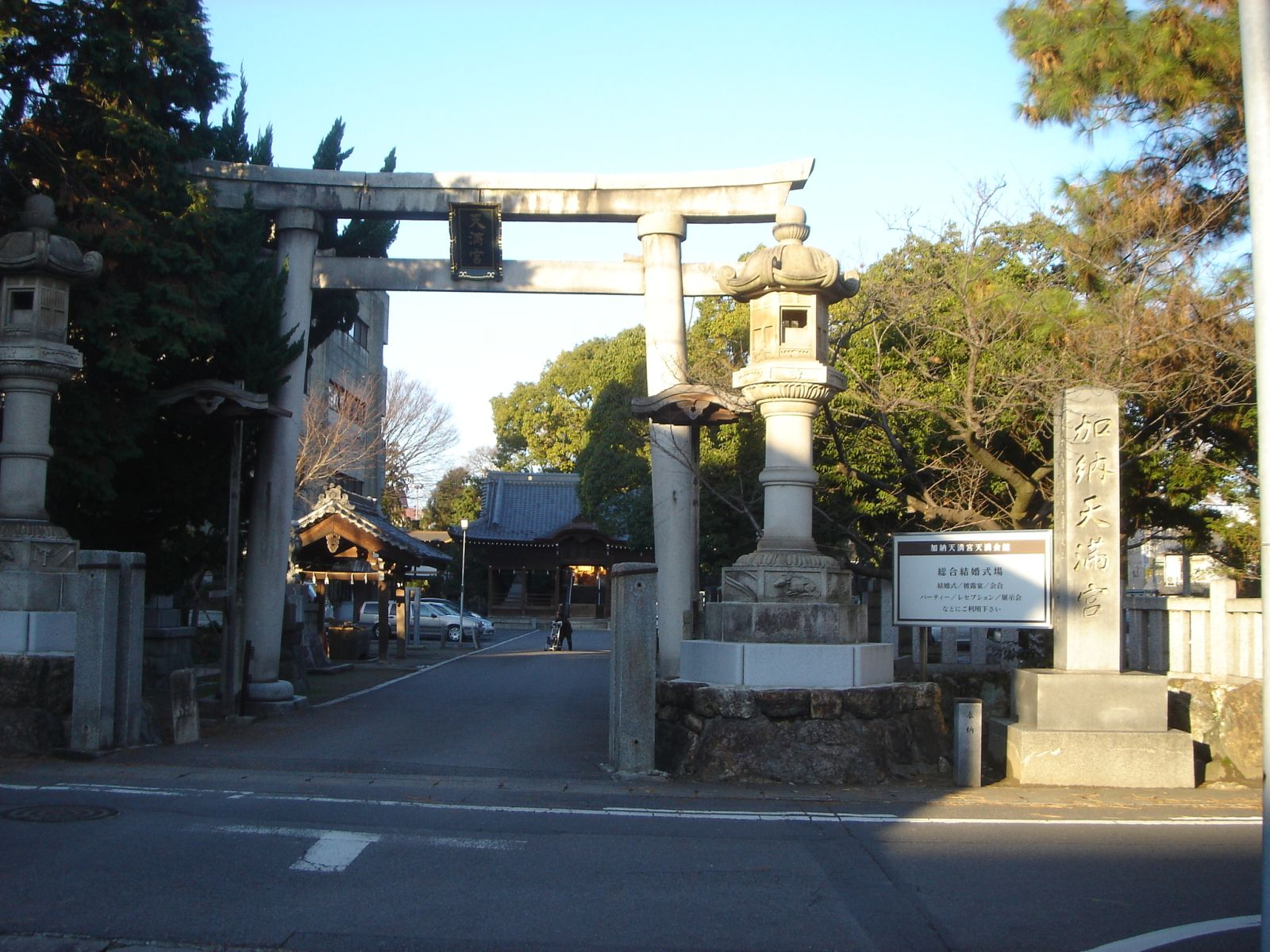
加納天神祭が開催される加納天満宮
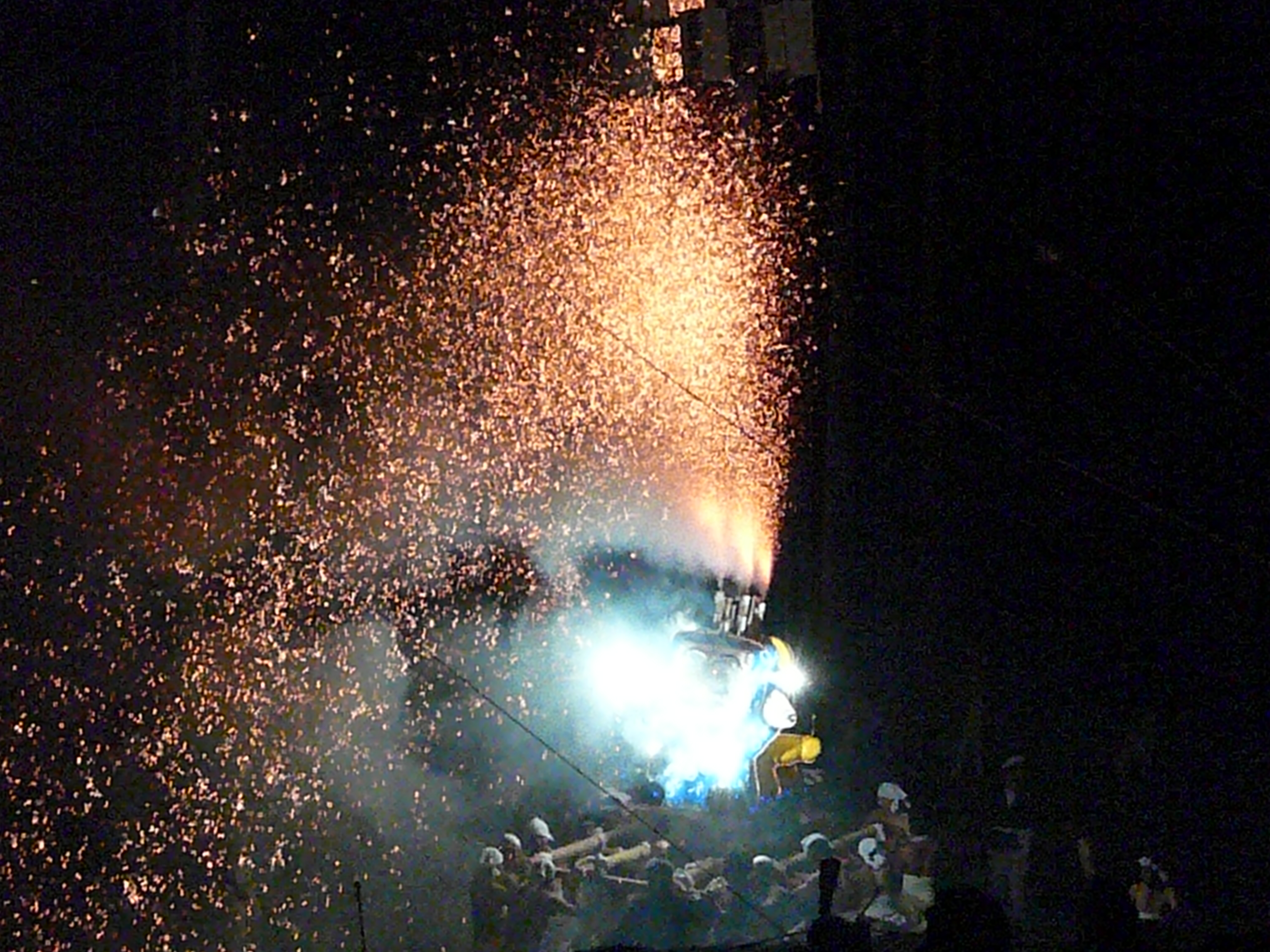
田力の火祭り
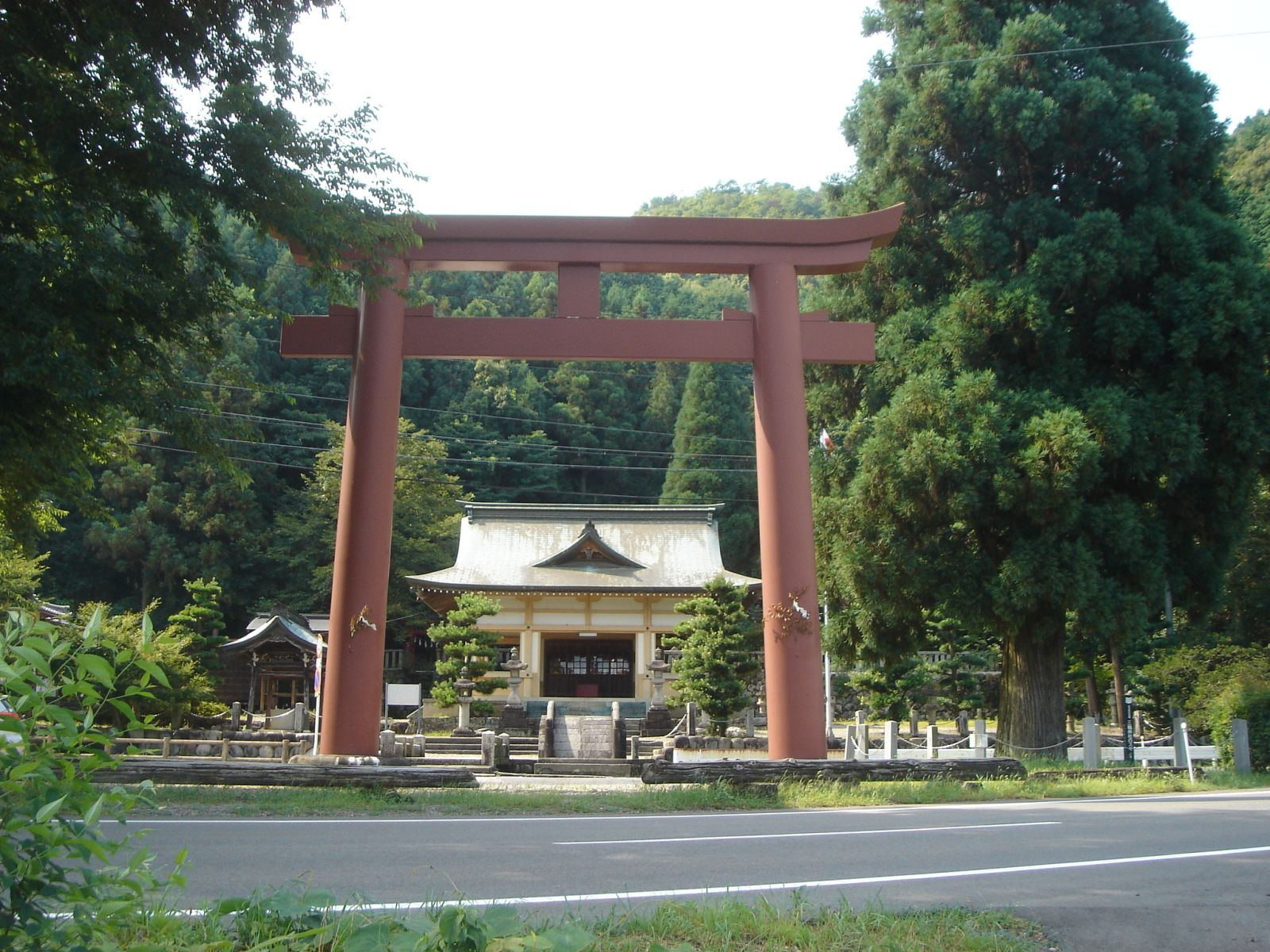
三輪祭りが開催される三輪神社

## 日本遺産
日本遺産は文化庁が推進する文化財群を一つのストーリーで紡ぎ、文化資本・観光資源として活用することを目的とする。伝統技能や地方公共団体の文化財保護条例にも指定されていない地域社会のランドマークも包括する。「”信長公のおもてなし”が息づく戦国城下町・岐阜」として2015年（平成27年）認定。重要文化的景観「長良川中流域における岐阜の文化的景観」の構成要素である鵜匠家・川原町のまちなみ・御鮨街道のまちなみと国の史跡の岐阜城跡、重要無形民俗文化財の鵜飼漁・鵜飼用具、重要文化財の「楽市楽座制札（附 織田信長百姓帰住制札）」（5点）と岐阜城跡出土金箔飾り瓦、岐阜市無形民俗文化財の鵜飼遊覧船の造船技術と操船技術、鵜匠家に伝承する鮎鮨製造技術、岐阜市有形民俗文化財の岐阜まつり、岐阜市重要文化財の妙照寺本堂・庫裏、岐阜市史跡の御薗の榎（橿森神社）に加え、文化財未指定の岐阜城復興天守、善光寺、法華寺、伊奈波神社、長良川まつりと鮎供養、船上の遊宴文化で構成される。

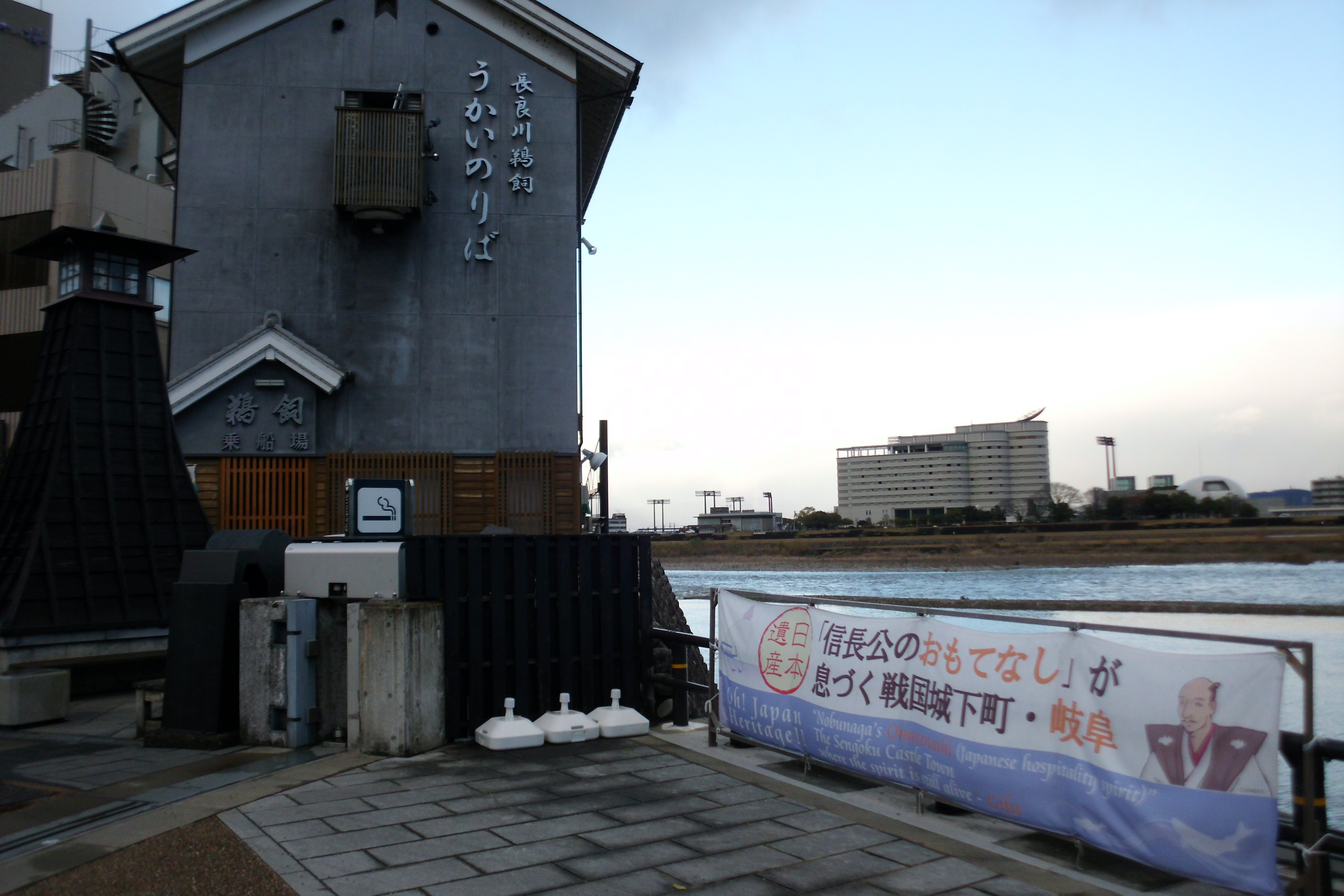
日本遺産の横断幕
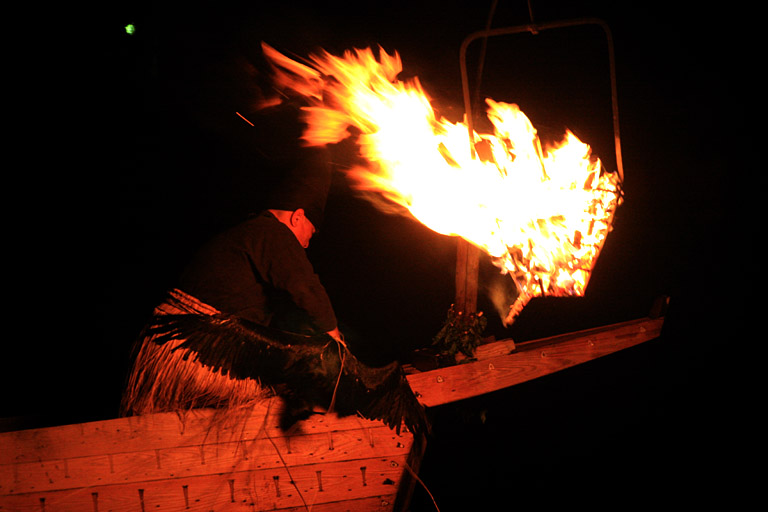
鵜飼い
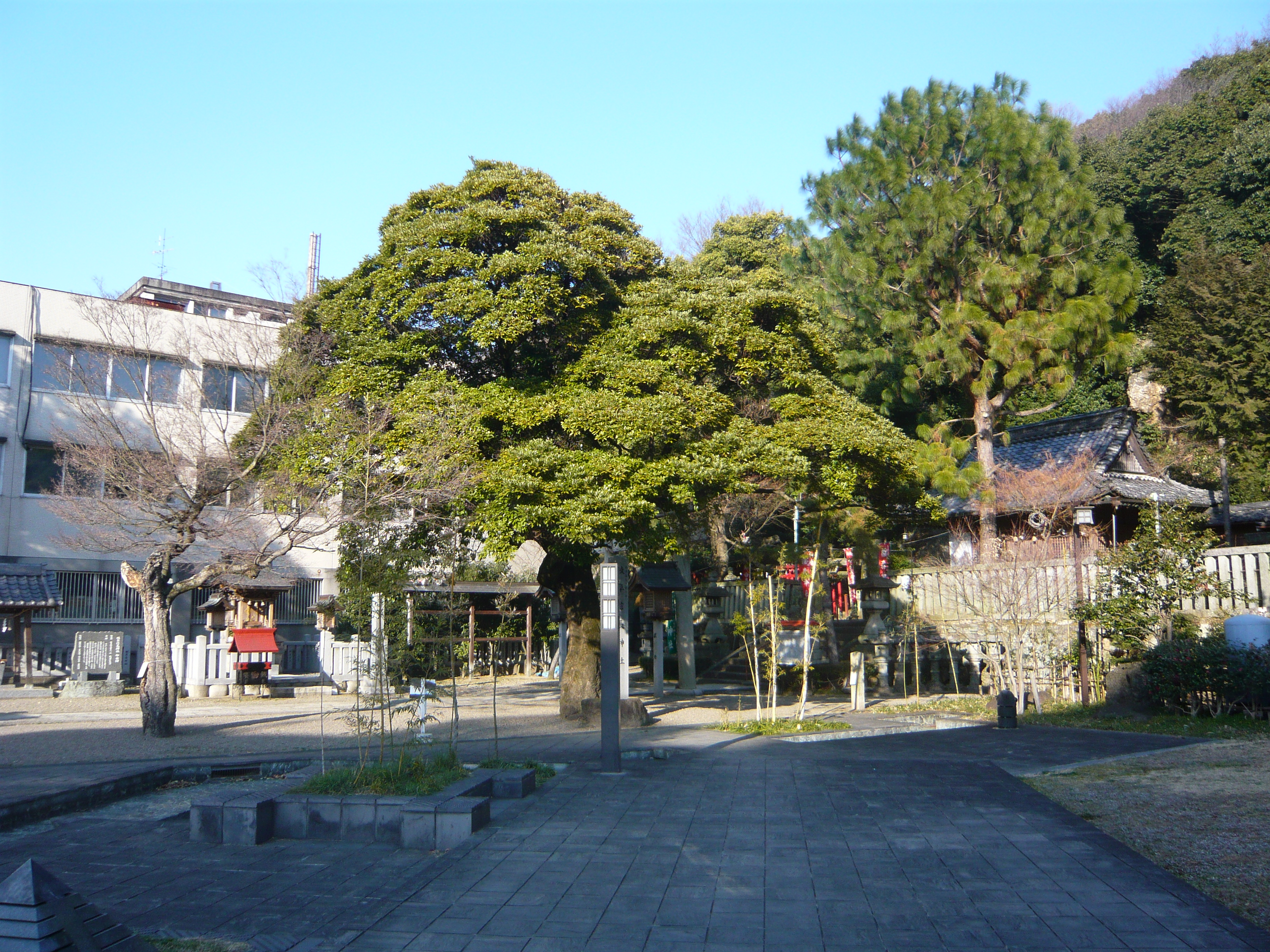
御薗の榎
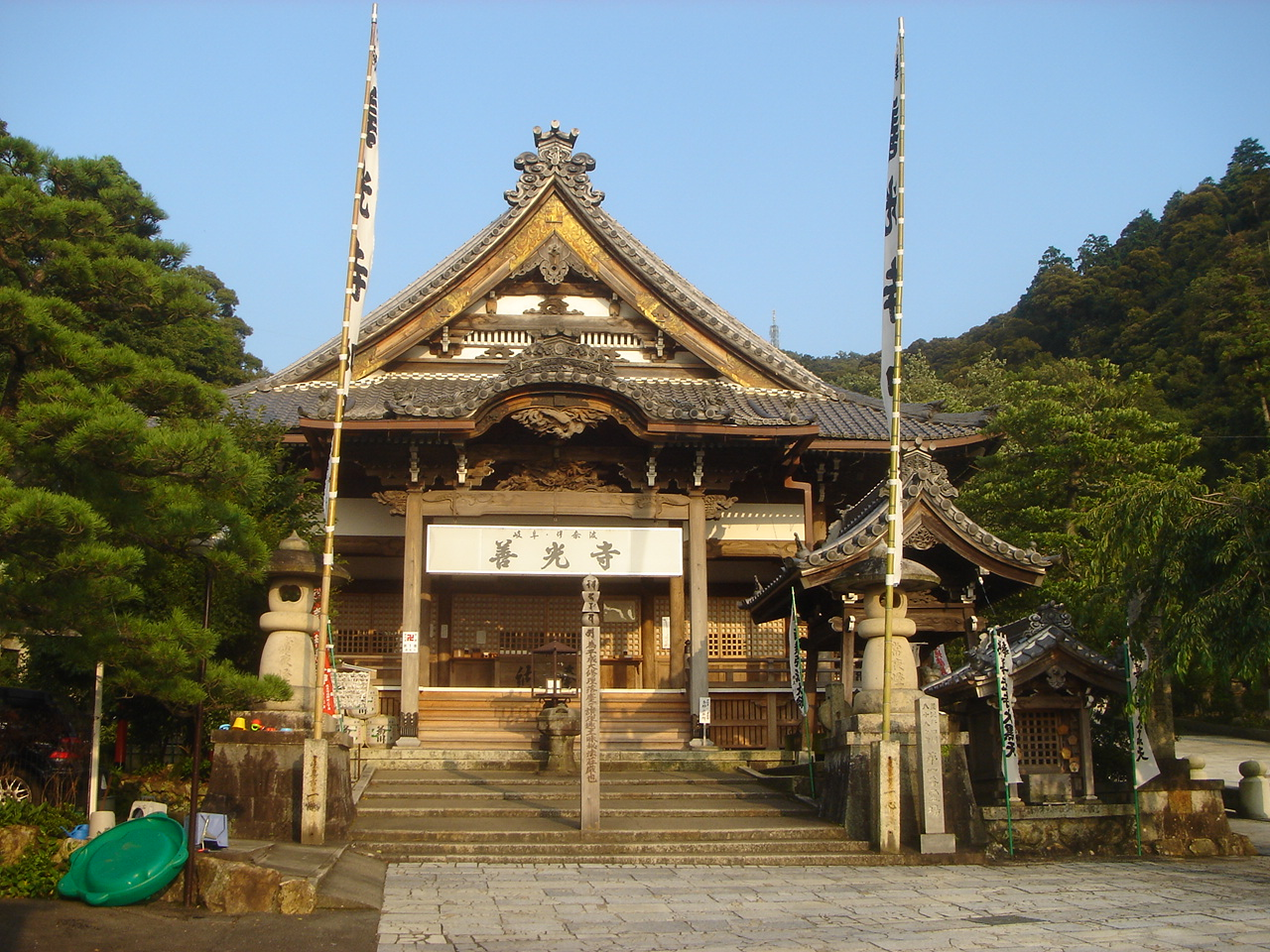
善光寺
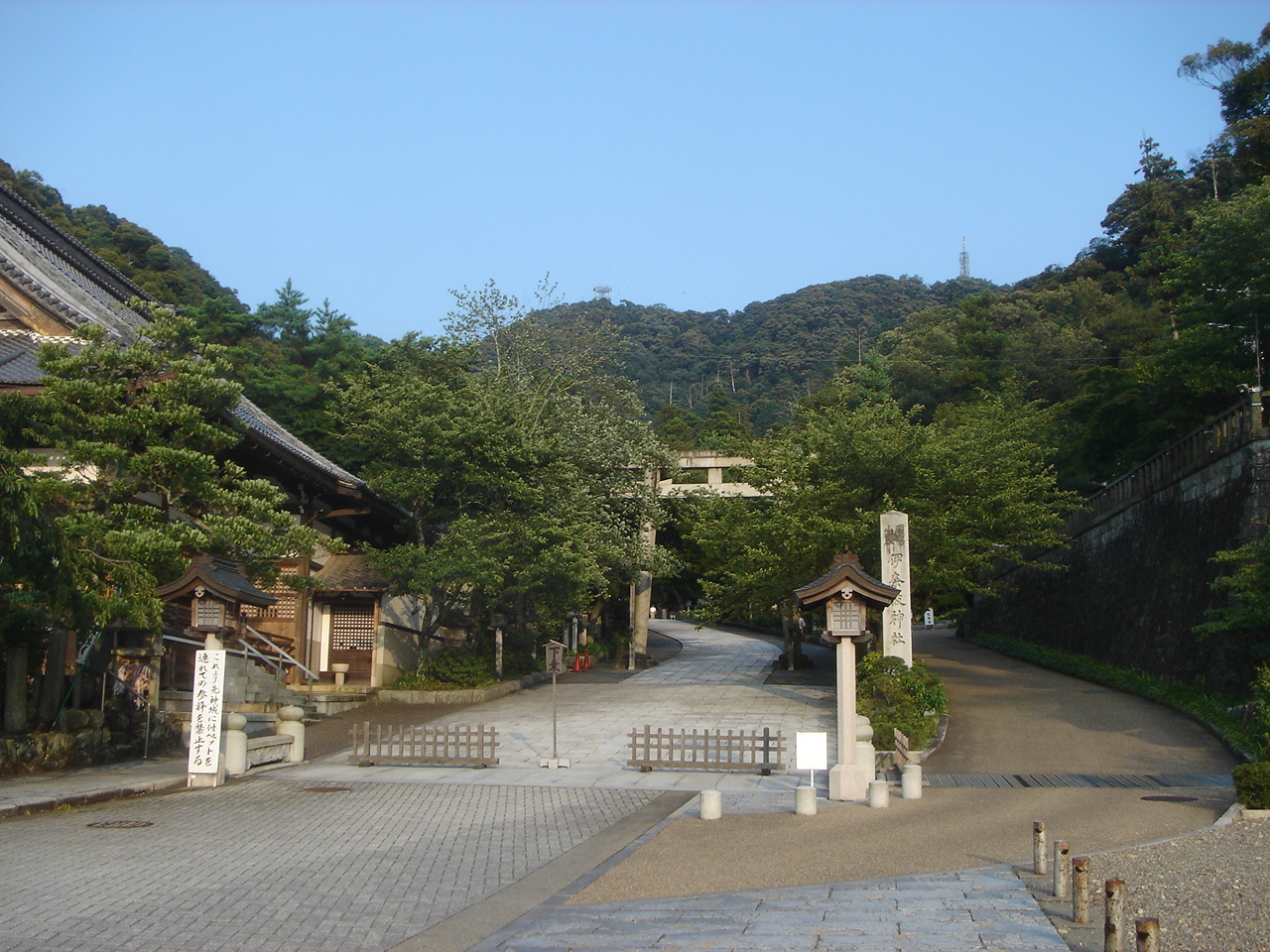
伊奈波神社

## 農業遺産
国連食糧農業機関が推進する世界重要農業遺産システムに、「清流長良川の鮎～里川における人と鮎のつながり」として関市・美濃市・郡上市とともに2015年（平成27年）12月15日に登録。長良川を「里川」と位置づけ、人が管理することで資源や環境などの価値を生み出し、漁業・農業・林業などの産業、鵜飼漁などの伝統漁法、美濃和紙などの伝統文化、鮎鮨などの食文化に恵まれ、さらに河川環境や景観の保全・継承の取組が行われている。

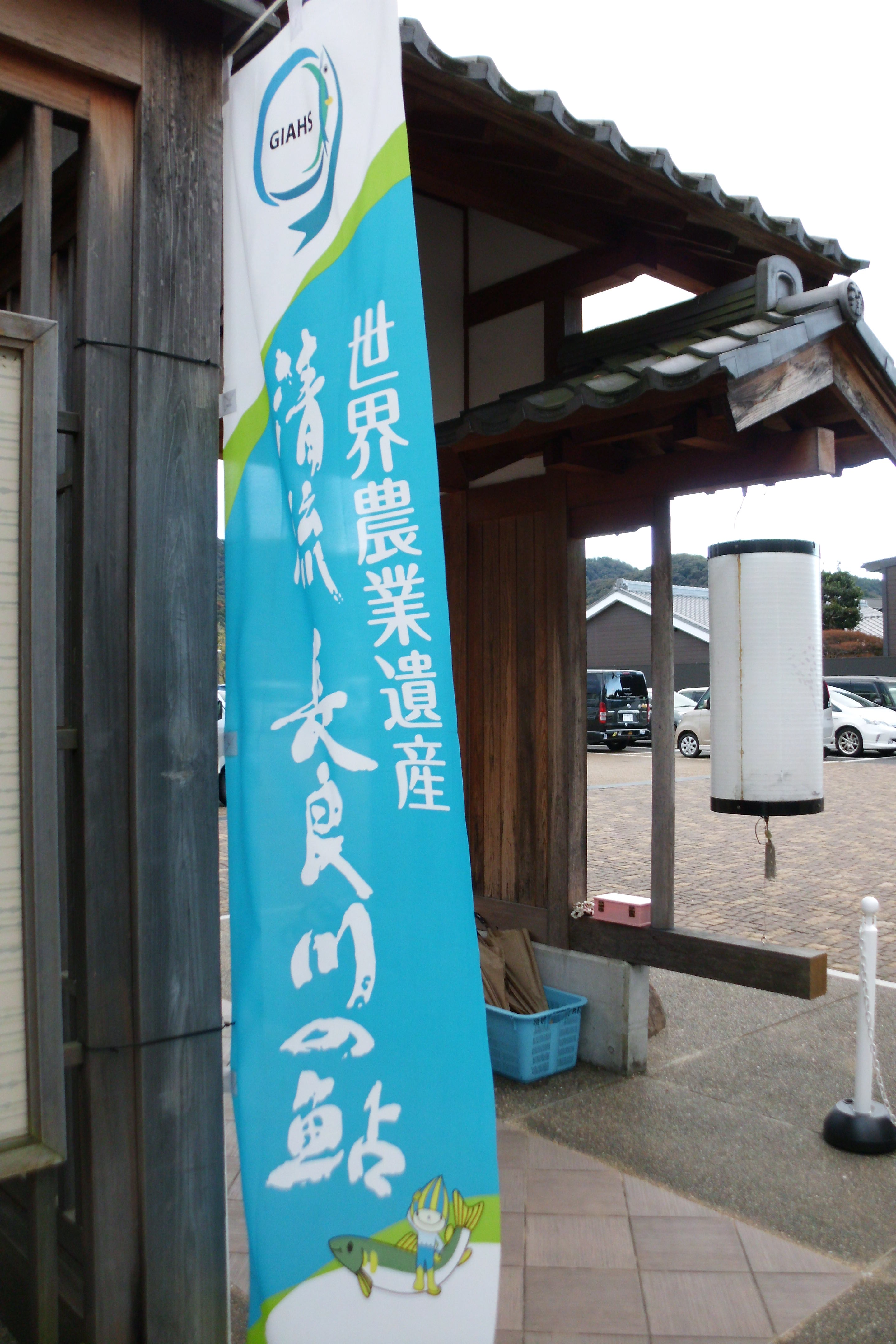
農業遺産の幟

#### 広報資料・プレスリリースなど一次資料
- 重要文化的景観 - 重要文化的景観「長良川中流域における岐阜の文化的景観」 岐阜市
- 歴史的風致維持向上地区 - 岐阜市歴史的風致維持向上計画 岐阜市
- 日本遺産 - 【「信長公のおもてなし」が息づく戦国城下町・岐阜】が「日本遺産」に認定 岐阜市
- 農業遺産 - 「清流長良川の鮎」が世界農業遺産に認定されました！ 岐阜県